# Aperileptus albipalpus
Aperileptus albipalpus är en stekelart som först beskrevs av Johann Ludwig Christian Gravenhorst 1829.  Aperileptus albipalpus ingår i släktet Aperileptus och familjen brokparasitsteklar. Arten är reproducerande i Sverige. Inga underarter finns listade i Catalogue of Life.